# Comuna de Zembrzyce
Zembrzyce (polaco: Gmina Zembrzyce) é uma gminy (comuna) na Polónia, na voivodia de Pequena Polónia e no condado de Suski.
De acordo com os censos de 2004, a comuna tem 5527 habitantes, com uma densidade 138,5 hab/km².

## Área
Estende-se por uma área de 39,9 km², incluindo:
- área agricola: 50%
- área florestal: 39%

## Demografia
Dados de 30 de Junho 2004:
|                      | Total   | Total | Mulheres | Mulheres | Homens  | Homens |
| -------------------- | ------- | ----- | -------- | -------- | ------- | ------ |
|                      | pessoas | %     | pessoas  | %        | pessoas | %      |
| População            | 5527    | 100   | 2811     | 50,9     | 2716    | 49,1   |
| Densidade (pop./km²) | 138,5   | 100   | 70,5     | 70,5     | 68,1    | 68,1   |

De acordo com dados de 2002, o rendimento médio per capita ascendia a 1578,03 zł.

## Comunas vizinhas
- Budzów, Maków Podhalański, Mucharz, Stryszawa, Stryszów, Sucha Beskidzka, Wadowice